# 萊斯利 (密蘇里州)
萊斯利（英語：Leslie）是位於美國密蘇里州富蘭克林縣的村。

## 人口
根據2020年美國人口普查的數據，萊斯利的面積為0.44平方千米，皆為陸地。當地共有人口136人，而人口密度為每平方千米309人。